# Franciscus Knockert
Franciscus Knockert (* in Lübeck; † 1. November 1619 ebenda) war ein deutscher Jurist und Ratssekretär der Hansestadt Lübeck.

## Leben
Franciscus Knockert war Sohn des Lübecker Bürgers Johann Knockert. Er immatrikulierte sich im Wintersemester 1561/1562 zum Studium der Rechtswissenschaften an der Universität Leipzig. Er schloss seine Studien mit dem Magister ab. 1573 wurde er bei der Ratskanzlei auf Basis eines Jahresvertrages mit halbjährlicher Kündigungsfrist als Diener und Registrator eingestellt. 1582 wurde er Ratssekretär in Lübeck. 1602 wurde ihm als ältestem Ratssekretär die Führung des Oberstadtbuches anvertraut, eine Aufgabe, die sich bislang der 1593 zum Ratsherrn ernannte ehemalige Ratssekretär Thomas Rehbein bis dann vorbehalten hatte. Entsprechen ist er zumindest seit 1603 auch als Protonotar nachgewiesen. 1614 wurde ihm wegen Altersschwäche in der Führung des Oberstadtbuchs der Ratssekretär Theodor Glazer zur Seite gestellt, welcher allerdings bereits 1617 vor ihm verstarb. Dessen nunmehr hochdeutsche Eintragungen markieren den Wechsel vom mittelniederdeutschen zur neuhochdeutschen Kanzleisprache in Lübeck.
Knockert war Testamentsvollstrecker des 1602 verstorbenen Ratsherrn Henning Parcham und damit einer der Gründungsvorstände der heute noch in Lübeck bestehenden Parcham’schen Stiftung.